# 棚田町 (名古屋市)
棚田町（たなだちょう）は、愛知県名古屋市千種区の地名。

## 歴史

### 町名の由来
古井村の字棚田に由来する。字名は段丘上に水田が所在したことによるという。

### 沿革
- 1940年（昭和15年）4月15日 - 千種区千種町の一部により、同区棚田町が成立[3]。
- 1979年（昭和54年）5月5日 - 全域が千種区千種一丁目に編入され消滅[3]。